# Augustyn Siegel
Augustyn Siegel (ur. 21 sierpnia 1903 w Chropaczowie, zm. 15 stycznia 1989) – powstaniec śląski.

## Życiorys
Urodził się w Chropaczowie i zdobył wykształcenie elementarne. Od 1917 roku młodociany robotnik w kopalni Godula. 
W II powstaniu śląskim walczył w Chebziu i Nowym Bytomiu. W III powstaniu służył w szeregach kompanii Sylwestra Josika (baon bytomski Franciszka Dworoka). Brał udział w walkach m.in. pod Starym Koźlem. 
Po zakończeniu powstania mieszkał w Piekarach Śląskich i pracował w PKP. Brał udział w kampanii wrześniowej. W czasie okupacji zesłany na roboty przymusowe do Królewca. Po II wojnie światowej pracował dalej w PKP. Zmarł w 1989 r. i został pochowany na cmentarzu w Kędzierzynie-Koźlu.
Odznaczony m.in. Krzyżem na Śląskiej Wstędze Waleczności i Zasługi.